# Friedrich Schlemmer
Johann Friedrich Philipp Middleton Schlemmer (* 15. Juni 1803 in Steinau an der Straße; † 23. September 1890 in Frankfurt am Main) war ein deutscher Jurist und Politiker.

## Leben
Friedrich Schlemmer studierte Rechtswissenschaften in Heidelberg und Marburg. Er war zunächst Erzieher im Haus Rothschild und ab 1842 Rechtsanwalt in Frankfurt am Main. Er war Autor verschiedener Schriften.
Schlemmer vertrat liberale Positionen und war 1849 Mitglied im Gothaer Nachparlament. 1853 bis 1860 und 1863 gehörte er dem Gesetzgebenden Körper an. 1857 bis zum Ende der Freien Stadt Frankfurt 1866 war er Mitglied der Ständigen Bürgerrepräsentation.
Bei der Reichstagswahl Februar 1867 trat er im Reichstagswahlkreis Regierungsbezirk Wiesbaden 6 (Stadt Frankfurt) an, erhielt aber nur 81 Stimmen oder 1,1 % und konnte sich so nicht gegen den konservativen Kandidaten Mayer Carl von Rothschild durchsetzen.
Er war Mitglied in vielen wohltätigen Stiftungen und Anstalten und galt als Fachmann in Sachen Orgelbau und -spiel.

## Familie
Friedrich Schlemmer war mit Cécile Jeanrenaud verwandt, die er Felix Mendelssohn Bartholdy vorstellte, den er zuvor in Neapel kennen gelernt hatte.